# Światowy Dzień Różnorodności Kulturowej

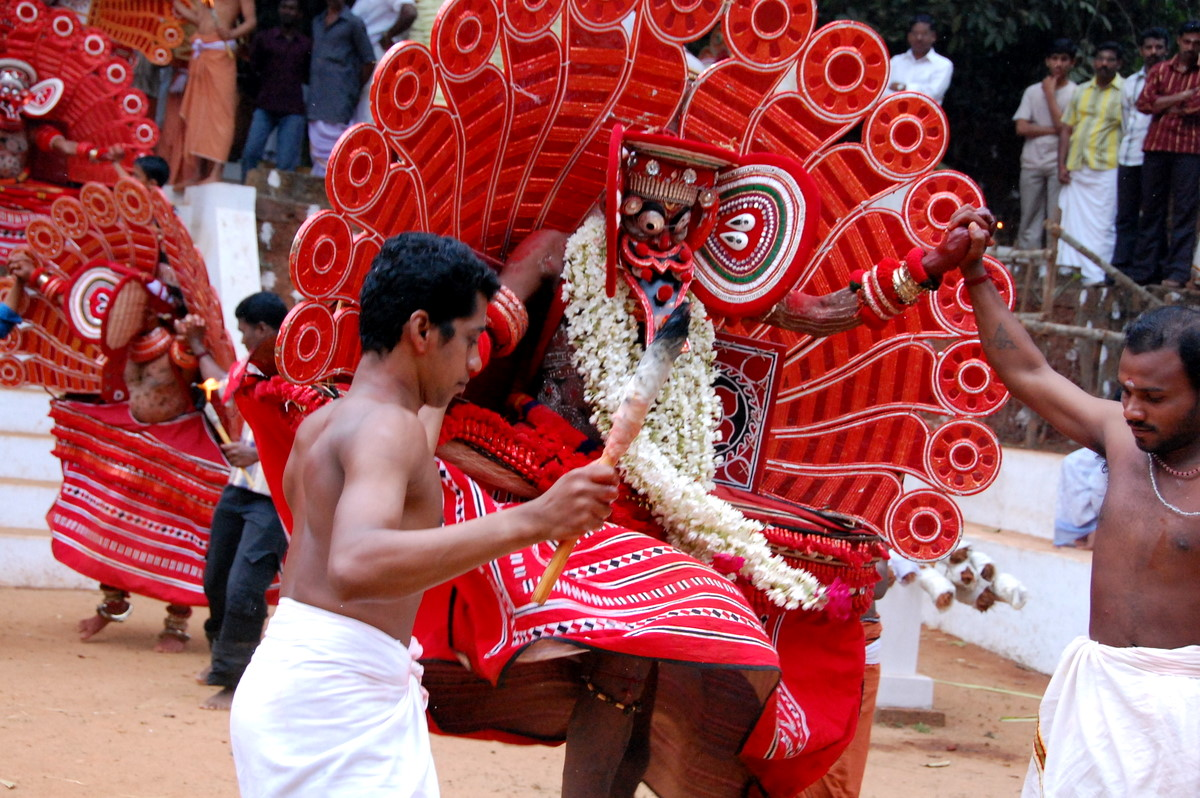
Rytualny taniec (ang. thirra) w Północnym Malabarze (Wybrzeże Malabarskie, 2008)

Światowy Dzień Różnorodności Kulturowej, właśc. Światowy Dzień Różnorodności Kulturowej dla Dialogu i Rozwoju (ang. World Day for Cultural Diversity for Dialogue and Development) – święto obchodzone corocznie 21 maja, ustanowione przez Zgromadzenie Ogólne ONZ rezolucją 57/249 z 22 grudnia 2002 w myśl Powszechnej Deklaracji o Różnorodności Kulturowej uchwalonej na 31 Sesji Konferencji Generalnej UNESCO w dniu 2 listopada 2001 roku.
Rezolucja odnosi się do zasady „tolerancji i poszanowania dla różnorodności kulturowej oraz promocji i ochrony praw człowieka, w tym prawa do rozwoju”.
Celem obchodów jest promocja kultury, różnorodności kulturowej, dziedzictwa kulturowego – zarówno materialnego, jak i niematerialnego, produktów przemysłu artystycznego, dóbr oraz usług związanych z kulturą.
To również okazja, jak podkreśla UNESCO, do uświadomienia rządów, polityków, instytucji kultury i uczestników życia społecznego, o konieczności szczególnej ochrony kultury krajów rozwijających się, w których zasadnicze znaczenie ma kształtowanie właściwej polityki kulturalnej i wypracowanie mechanizmów strukturalnych ochrony lokalnych kultur, w tym ich szczególnie istotnego elementu – języka.